# 津具八幡宮
津具八幡宮（つぐはちまんぐう）は、愛知県北設楽郡設楽町津具字宮畑にある神社（八幡宮）。旧津具村の中心部に鎮座している。

## 祭神
- 品陀和気命（ほむだわけのみこと）

## 歴史
創建は永禄5年（1562年）と伝えられる。1907年（明治40年）に神饌幣帛料供進神社に指定された。1946年（昭和21年）に津具八幡神社から津具八幡宮に改称した。

## 文化財

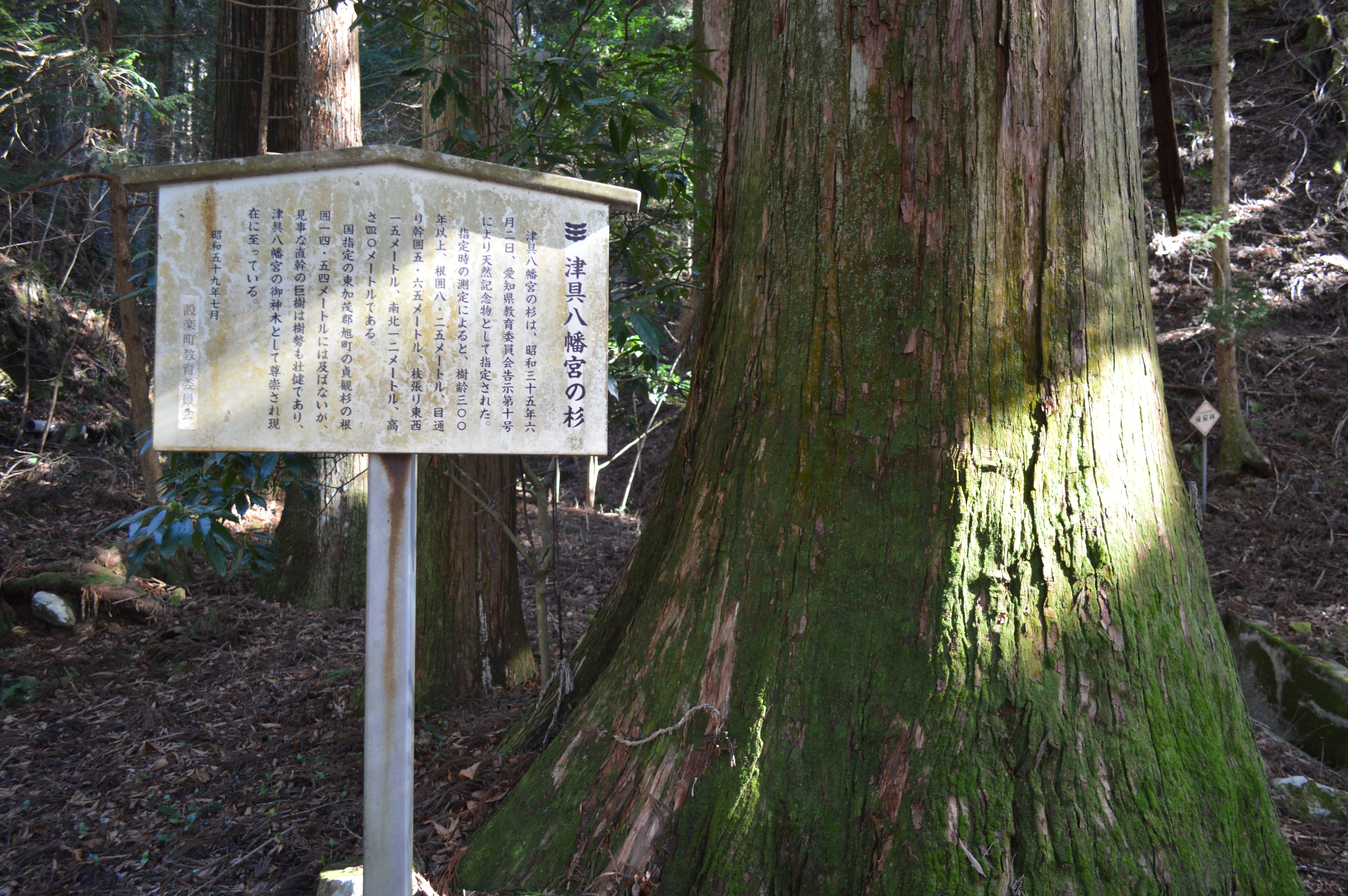
県指定天然記念物の杉

### 県指定天然記念物
- 津具八幡宮の杉
  - 1960年（昭和35年）6月2日指定[1]。神木として祀られている[2][3][4]。1960年に愛知県指定天然記念物に指定された際の調査によると、樹齢は300年を超え、根回り8.25メートル、目通り幹囲は5.65メートル、枝張り東西15メートル、枝張り南北12メートル、高さは40メートルだった[1]。境内には杉の巨樹が多いとされ、1988年（昭和63年）に環境庁が境内を調査した際には、愛知県指定天然記念物の杉を含めて8本の巨樹が確認された[1]。
  - なお、同じ三河地方における杉の巨樹としては、豊田市杉本町（旧・東加茂郡旭町）に県下最大の杉である杉本の貞観スギがある[2]。貞観スギは根回り15メートル、目通り幹囲12メートル、樹高45メートルであり、国指定天然記念物に指定されている[5]。

## 現地情報
所在地

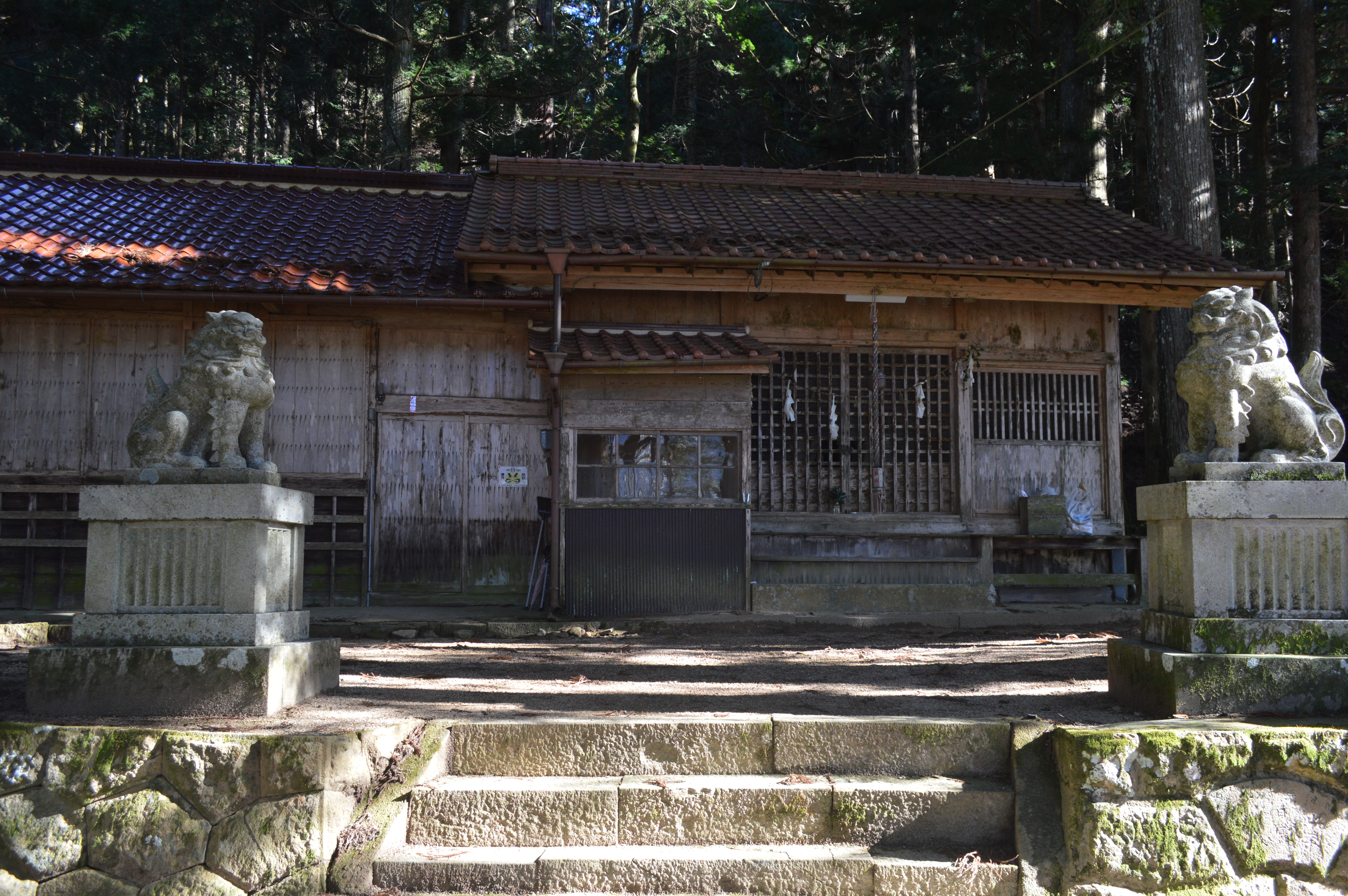
社殿

- 441-2601 愛知県北設楽郡設楽町津具字宮畑

アクセス
- JR飯田線本長篠駅から豊鉄バスで「田口」経由、「上津具」バス停下車　徒歩約15分

周辺施設
- 津具郵便局
- 設楽町役場津具総合支所
- 設楽町立津具小学校
- 津具金山跡
- 金龍寺
- 本常寺
- 白鳥神社